# Greatest Hits (álbum de Guns N' Roses)
Greatest Hits é um álbum dos melhores êxitos da banda estadunidense de hard rock Guns N' Roses, lançada em 2004. 
Apesar de ter sido lançada contra a vontade do Guns N' Roses, foi um sucesso de vendas, ultrapassando a marca de 10 milhões de cópias vendidas em todo o mundo. A faixa "Sympathy For The Devil" é original do filme "Entrevista com o Vampiro" de 1994.
O álbum foi relançado em 2010, em comemoração à vinda do Guns N' Roses ao Brasil, chegando no primeiro lugar em vendas por duas semanas na parada da ABPD.

## Faixas
Todas as faixas escritas por Guns N' Roses, exceto onde indicado.

Na versão relançada em 2020 a faixa "Shadow of your Love" (Duração 3:07, gravada em 1986, do relançamento do Appetite for Destruction) está presente em terceiro lugar, e todas as outras faixas são colocadas um número abaixo
| N.º            | Título                                              | Música                                               | Álbum original           | Duração |  |
| 1.             | "Welcome to the Jungle"                             |                                                      | Appetite for Destruction | 4:32    |  |
| 2.             | "Sweet Child O' Mine"                               |                                                      | Appetite for Destruction | 5:55    |  |
| 3.             | "Patience"                                          |                                                      | G N' R Lies              | 5:56    |  |
| 4.             | "Paradise City"                                     |                                                      | Appetite for Destruction | 6:47    |  |
| 5.             | "Knockin' On Heaven's Door" (cover Bob Dylan)       | Bob Dylan                                            | Use Your Illusion II     | 5:36    |  |
| 6.             | "Civil War"                                         |                                                      | Use Your Illusion II     | 7:42    |  |
| 7.             | "You Could Be Mine"                                 |                                                      | Use Your Illusion II     | 5:44    |  |
| 8.             | "Don't Cry" (versão original)                       |                                                      | Use Your Illusion I      | 4:51    |  |
| 9.             | "November Rain"                                     |                                                      | Use Your Illusion I      | 8:57    |  |
| 10.            | "Live And Let Die" (cover Paul McCartney & Wings)   | Paul McCartney, Linda McCartney                      | Use Your Illusion I      | 3:02    |  |
| 11.            | "Yesterdays"                                        | Guns N' Roses, West Arkeen, Del James, Billy McCloud | Use Your Illusion II     | 3:18    |  |
| 12.            | "Ain't It Fun" (cover The Dead Boys)                | Cheetah Chrome, Peter Laughner                       | The Spaghetti Incident?  | 5:10    |  |
| 13.            | "Since I Don't Have You" (cover The Skyliners)      | Joseph Rock, James Beaumont                          | The Spaghetti Incident?  | 4:18    |  |
| 14.            | "Sympathy for the Devil" (cover The Rolling Stones) | Mick Jagger, Keith Richards                          | Entrevista com o vampiro | 7:36    |  |
| Duração total: | Duração total:                                      | Duração total:                                       | Duração total:           | 71:18   |  |

## Créditos
- W. Axl Rose – vocais, piano em "November Rain"
- Slash – guitarra solo, guitarra acústica em "Civil War", guitarra solo acústica em "Patience"
- Izzy Stradlin – guitarra rítmica, guitarra rítmica acústica em "Patience", backing vocals (nas faixas 1–11)
- Gilby Clarke – guitarra rítmica (on tracks 12 & 13)
- Paul Tobias – guitarra rítmica, backing vocals em "Sympathy for the Devil"
- Duff McKagan – baixo, backing vocals
- Steven Adler – bateria (nas faixas 1–4, 6)
- Matt Sorum – bateria, backing vocals (on tracks 5, 7–14)
- Dizzy Reed – piano, teclados (on tracks 5–14)